# 王延之
王延之（421年—484年），南朝宋、南朝齐政治人物，表字希季，琅邪郡臨沂县人。

## 生平
王延之是王敬弘之孙，刘宋都官尚書王昇之之子。过继给伯父王粲之为嗣。州官征召他担任主簿，他没有就任。举秀才，任北中郎法曹行参軍，再次命为北中郎将府外兵曹参軍、司空主簿，都没有就任。后任中軍建平王主簿、記室，历任司空府、北中郎府之职。转任秘書丞，西陽王撫軍諮議、州別駕。历任尋陽王冠軍、安陸王後軍司馬。加振武将軍之号，出任安遠護軍、武陵郡内史，没有赴任。永光元年（465年），宋湘東王劉彧为衛将軍，以王延之为長史，加宣威将軍之号。泰始二年（466年），建安王劉休仁討赭圻之乱，王延之作为他属下的左長史，加寧朔将軍之号。
王延之清貧，居宅粗漏，宋明帝劉彧命材官为他修建三間斋屋给他居住。转任侍中、射声校尉，没有到任，出任吴郡太守。退任郡太守回乡，王延之的家財没有增加。任吏部尚書、侍中、领右軍，都没有就任。再次被任命为吏部尚書，兼驍騎将軍。出任後軍将軍、吴興郡太守。转任都督浙東五郡、会稽郡太守。回朝为侍中、秘書監、晋熙王師。昇明元年（477年）担任中書令。没有就任，转任尚書右僕射。昇明二年（478年）二月，转任尚書左僕射。昇明三年（479年），出任使持節、都督江州豫州之新蔡晋熙二郡諸軍事、安南将軍、江州刺史。南齐建立，建元二年（480年），進鎮南将軍。
王延之和阮韜都是刘宋領軍劉湛的外甥，早有名声。劉湛評价「阮韜後当为第一，延之为次也」。王延之对这个評价抱有不满。
建元四年（482年）正月，担任中書令、右光禄大夫、本州大中正，转任尚書左僕射，兼竟陵王師。永明二年（484年）正月，因病请求致仕，齐武帝不許。受特進、右光禄大夫之位，同年去世。享年六十四岁，追贈散騎常侍。諡簡子。
其子王倫之，齐朝建武年間担任侍中、前軍将軍，后来转任都官尚書、游击将軍。

## 延伸阅读
[在维基数据编辑]
 《南齊書/卷32》，出自萧子显《南齊書》